# Thyge Thøgersen
Thyge Pedersen Thøgersen (* 4. November 1926 in Vodder; † 18. Februar 2016 in Kopenhagen) war ein dänischer Langstreckenläufer.
Über 10.000 Meter kam er bei den Olympischen Spielen 1952 in Helsinki auf den 24. Platz und bei den Europameisterschaften 1954 in Bern auf den 15. Platz.
Bei den Olympischen Spielen 1956 in Melbourne wurde er über 5000 Meter Achter. Über 10.000 Meter belegte er den 15. Platz.
Zwei Jahre später wurde er bei den Europameisterschaften 1958 in Stockholm Zehnter über 10.000 Meter und schied über 5000 Meter im Vorlauf aus.
Im Marathon wurde er bei den Olympischen Spielen 1960 in Rom Sechster und bei den Europameisterschaften 1962 in Belgrad Siebter. Bei den Europameisterschaften 1966 in Budapest erreichte er nicht das Ziel.
Achtmal wurde er Dänischer Meister über 5000 Meter (1954–1960, 1962), zwölfmal über 10.000 Meter (1953–1964), siebenmal im 20-km-Straßenlauf (1951, 1960–1965), dreimal im Marathon (1962, 1966, 1968) und viermal im Crosslauf (1952, 1957, 1959, 1960).

## Persönliche Bestzeiten
- 5000 m: 14:09,4 min, 27. September 1956, Kopenhagen (ehemaliger dänischer Rekord)
- 10.000 m: 29:45,0 min, 18. September 1957, Brüssel (ehemaliger dänischer Rekord)
- Marathon: 2:21:04 h, 10. September 1960, Rom (ehemaliger dänischer Rekord)